# Огюст Адиб Паша
Огюст Адиб Паша (араб. أوغست أديب باشا; 2 серпня 1859 — 9 липня 1936) — ліванський політик, перший прем'єр-міністр Лівану за часів Французького мандату.

## Біографія
Народився 1859 року в Константинополі в маронітській родині вихідців з ліванських гір. Спочатку навчався в єзуїтській школі, після закінчення якої вступив до Університету святого Йосипа в Бейруті. 1885 року переїхав до Єгипту, де працював у місцевій адміністрації.
Був одним із засновників Ліванського альянсу, створеного в Каїрі 1908 року. Той рух, як і інші арабські активісти, вимагав незалежності арабських регіонів від Османської імперії. Водночас партія прагнула створення християнської держави під назвою Великий Ліван. Це було відмінною рисою Адиба та його співвітчизників від панарабських ідей Близького Сходу.
Повернувся до Лівану 1920 року після завершення Першої світової війни, що призвела до розпаду Османської імперії. 1926 року французька адміністрація розділила підмандатну територію в Сирії, створивши окрему державу Ліван. Першим президентом нової країни став Шарль Деббас, а прем'єр-міністром — Огюст Адиб. У грудні 1926 року він перебував у Парижі, де брав участь у конференції з урегулювання погашення заборгованості з боку Османської імперії перед її наступниками.
Тим часом у Бейруті розгорнулась боротьба між Емілем Едде та Бішарою ель-Хурі за посаду голови уряду. Адиб, не витримавши тиску, вийшов у відставку 5 травня 1927 року. 25 березня 1930 року він знову став прем'єр-міністром й очолював уряд упродовж двох років.
Помер у липні 1936 року у VIII окрузі Парижа.